# Maehwado
Maehwado är en ö i Sydkorea.   Den ligger i provinsen Södra Jeolla, i den sydvästra delen av landet, 300 km söder om huvudstaden Seoul. Arean är 6,4 kvadratkilometer.
Terrängen på Maehwado är platt. Öns högsta punkt är 228 meter över havet. Den sträcker sig 3,1 kilometer i nord-sydlig riktning, och 3,2 kilometer i öst-västlig riktning.